# WWE Speed Championship
O WWE Speed Championship (em português Campeonato Speed da WWE) é um campeonato de luta profissional criado e promovido pela promoção americana WWE, disponível para lutadores masculinos de todas as três divisões de marca da WWE. Foi anunciado em 27 de março de 2024 e tem como estipulação que as lutas tenham limite de tempo de 3 minutos. O título leva o nome do programa online da WWE Speed, onde as lutas são transmitidas exclusivamente. O campeão inaugural foi Ricochet, que era membro do Raw na época de seu primeiro reinado. O atual campeão é El Grande Americano, que está em seu primeiro reinado. Ele derrotou Dragon Lee durante as gravações do Speed no dia 5 de maio (exibido em 7 de maio). 

## História

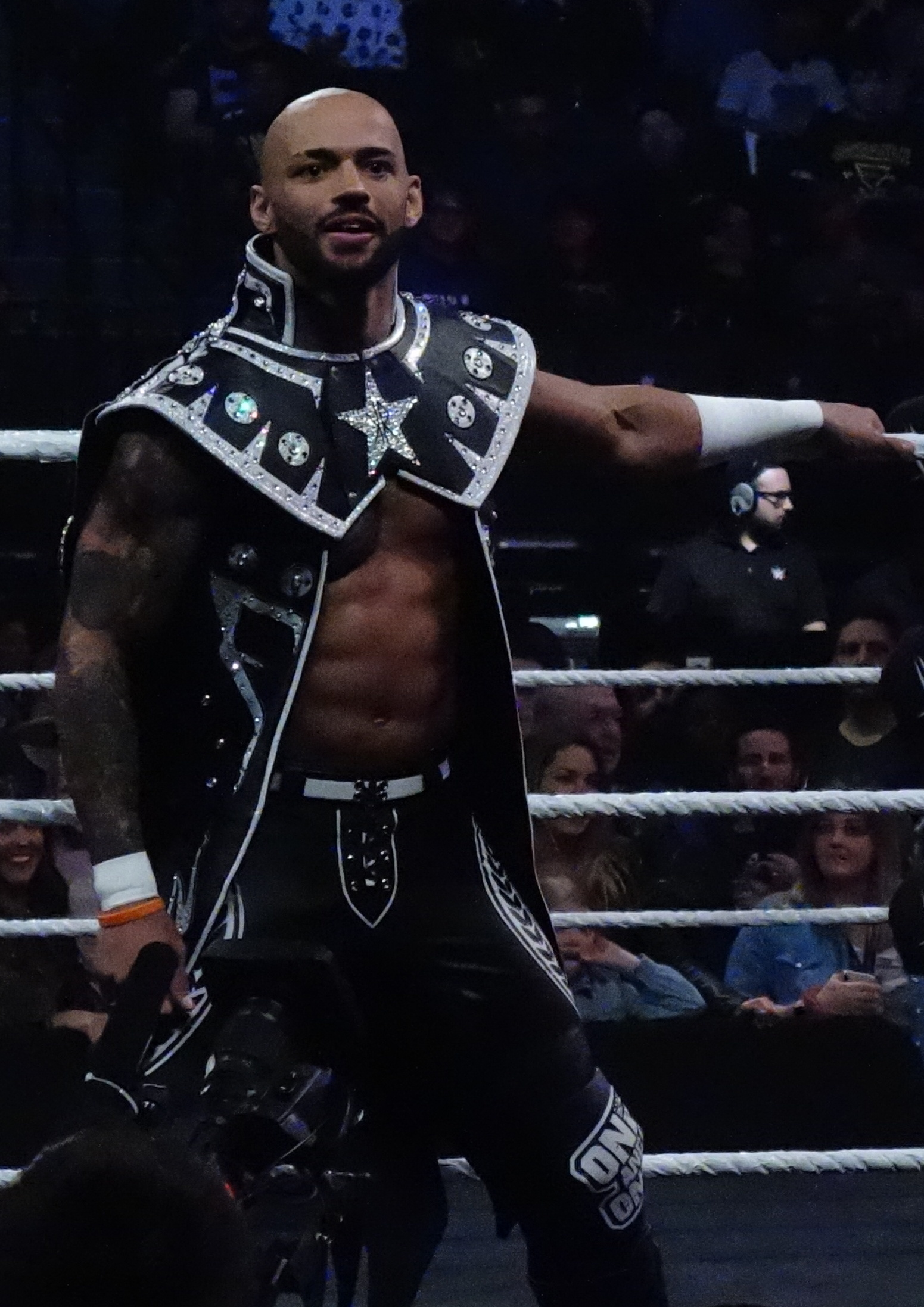
Campeão inaugural Ricochet.

Em 9 de fevereiro de 2024, a promoção americana de wrestling profissional WWE anunciou uma parceria com o X para apresentar WWE Speed, uma série de vídeos semanais para transmitir exclusivamente na plataforma de mídia social onde os lutadores atuavam em lutas com limite de tempo de cinco minutos. No mês seguinte, em 27 de março, o comentarista da WWE Corey Graves anunciou que Speed estrearia em 3 de abril de 2024, mas as lutas teriam três minutos de duração. Um torneio de oito homens também foi anunciado para coroar o WWE Speed Champion inaugural, que aconteceria durante os primeiros episódios do programa. Também foi revelado que lutadores masculinos de todas as três divisões de marca—Raw, SmackDown, e a marca de desenvolvimento NXT — eram elegíveis para disputar o título.
Durante a final do torneio, que foi gravada em 26 de abril de 2024 e foi ao ar em tape delay em 8 de maio, Ricochet derrotou Johnny Gargano para se tornar o campeão inaugural. A final do torneio também confirmou que as lutas do campeonato teriam duração de cinco minutos, em vez dos três minutos normais de Speed. No episódio de 17 de julho, Ilja Dragunov e Carmelo Hayes lutaram pelo primeiro empate de Speed'com limite de tempo em sua luta semifinal. Foi decidido que os dois homens foram eliminados do torneio com o vencedor da outra semifinal, Baron Corbin, recebendo um Bye para a final do torneio para enfrentar Andrade pelo título.

### Torneio inaugural
|  | Quartas de final Speed (exibido de 3 a 17 de abril de 2024) | Quartas de final Speed (exibido de 3 a 17 de abril de 2024) | Quartas de final Speed (exibido de 3 a 17 de abril de 2024) |                |              | Semifinais Speed (exibido de 24 de abril a 1º de maio de 2024) | Semifinais Speed (exibido de 24 de abril a 1º de maio de 2024) | Semifinais Speed (exibido de 24 de abril a 1º de maio de 2024) |  |  | Final Speed (exibido em 3 de maio de 2024) | Final Speed (exibido em 3 de maio de 2024) | Final Speed (exibido em 3 de maio de 2024) |  |
|  |                                                             |                                                             |                                                             |                |              |                                                                |                                                                |                                                                |  |  |                                            |                                            |                                            |  |
|  | 1                                                           | Ricochet                                                    | Pin                                                         |                |              |                                                                |                                                                |                                                                |  |  |                                            |                                            |                                            |  |
|  | 1                                                           | Ricochet                                                    | Pin                                                         |                |              |                                                                |                                                                |                                                                |  |  |                                            |                                            |                                            |  |
|  | 8                                                           | Dragon Lee                                                  | 02:57                                                       |                |              |                                                                |                                                                |                                                                |  |  |                                            |                                            |                                            |  |
|  | 8                                                           | Dragon Lee                                                  | 02:57                                                       |                | Ricochet     | Ricochet                                                       | Pin                                                            |                                                                |  |  |                                            |                                            |                                            |  |
|  |                                                             |                                                             |                                                             |                | Ricochet     | Ricochet                                                       | Pin                                                            |                                                                |  |  |                                            |                                            |                                            |  |
|  |                                                             |                                                             | JD McDonagh                                                 | JD McDonagh    | 01:58        |                                                                |                                                                |                                                                |  |  |                                            |                                            |                                            |  |
|  | 4                                                           | JD McDonagh                                                 | JD McDonagh                                                 | JD McDonagh    | 01:58        | Pin                                                            |                                                                |                                                                |  |  |                                            |                                            |                                            |  |
|  | 4                                                           | JD McDonagh                                                 |                                                             |                |              |                                                                |                                                                |                                                                |  |  |                                            |                                            |                                            |  |
|  | 5                                                           | Axiom                                                       | 02:26                                                       |                |              |                                                                |                                                                |                                                                |  |  |                                            |                                            |                                            |  |
|  | 5                                                           | Axiom                                                       | 02:26                                                       |                | Ricochet     | Ricochet                                                       | Pin                                                            |                                                                |  |  |                                            |                                            |                                            |  |
|  |                                                             |                                                             |                                                             |                |              |                                                                |                                                                |                                                                |  |  |                                            |                                            |                                            |  |
|  |                                                             |                                                             | Johnny Gargano                                              | Johnny Gargano | 04:21        |                                                                |                                                                |                                                                |  |  |                                            |                                            |                                            |  |
|  | 2                                                           | Bronson Reed                                                | Johnny Gargano                                              | Johnny Gargano | 04:21        | Pin                                                            |                                                                |                                                                |  |  |                                            |                                            |                                            |  |
|  | 2                                                           | Bronson Reed                                                |                                                             |                |              |                                                                |                                                                |                                                                |  |  |                                            |                                            |                                            |  |
|  | 7                                                           | Cedric Alexander                                            | 01:50                                                       |                |              |                                                                |                                                                |                                                                |  |  |                                            |                                            |                                            |  |
|  | 7                                                           | Cedric Alexander                                            | 01:50                                                       |                | Bronson Reed | Bronson Reed                                                   | 02:23                                                          |                                                                |  |  |                                            |                                            |                                            |  |
|  |                                                             |                                                             |                                                             |                | Bronson Reed | Bronson Reed                                                   | 02:23                                                          |                                                                |  |  |                                            |                                            |                                            |  |
|  |                                                             |                                                             | Johnny Gargano                                              | Johnny Gargano | Pin          |                                                                |                                                                |                                                                |  |  |                                            |                                            |                                            |  |
|  | 3                                                           | Johnny Gargano                                              | Johnny Gargano                                              | Johnny Gargano | Pin          | Pin                                                            |                                                                |                                                                |  |  |                                            |                                            |                                            |  |
|  | 3                                                           | Johnny Gargano                                              |                                                             |                |              |                                                                |                                                                |                                                                |  |  |                                            |                                            |                                            |  |
|  | 6                                                           | Angel                                                       | 02:08                                                       |                |              |                                                                |                                                                |                                                                |  |  |                                            |                                            |                                            |  |

## Reinados
A partir de 10 maio de 2025, houve quatro reinados entre quatro campeões. O campeão inaugural foi Ricochet. Dragon Lee tem o reinado mais longo com 171 dias (168 dias conforme reconhecido pela WWE devido a atraso de transmissão), enquanto Ricochet tem o reinado mais curto com 42 dias. El Grande Americano é o campeão mais velho, com 39 anos, enquanto Dragon Lee é o mais jovem, com 29.
O atual campeão é El Grande Americano do Raw, que está em seu primeiro reinado. Ele derrotou Dragon Lee durante as gravações de 5 de maio de 2025 do Speed, que foi ao ar em 7 de maio de 2025, e foi quando a WWE iniciou oficialmente seu reinado.
| N.º               | Ordem do reinado na história                               |
| Reinado           | Número do reinado daquele lutador                          |
| Dias              | Número de dias em que manteve o título                     |
| Dias reconhecidos | Número de dias que o reinado foi reconhecido pela promoção |
| +                 | Indica o reinado atual                                     |

|   | WWE: Raw, SmackDown, e NXT |                        |       |                |   |     |     | |               |
| 1 | Ricochet                   | 26 de abril de 2024    | Speed | Cincinnati, OH | 1 | 42  | 42  | Derrotou Johnny Gargano na final do torneio para se tornar o campeão inaugural. A WWE reconhecerá o reinado de Ricochet como começando em 8 de maio de 2024, quando o episódio irá ao ar em tape delay. | [ 3 ] [ 14 ]  |
| 2 | Andrade                    | 7 de junho de 2024     | Speed | Louisville, KY | 1 | 161 | 159 | A WWE reconhece o reinado de Andrade como começando em 14 de junho de 2024, quando o episódio for ao ar no tape delay.                                                                                  | [ 15 ] [ 16 ] |
| 3 | Dragon Lee                 | 15 de novembro de 2024 | Speed | Milwaukee, WI  | 1 | 171 | 167 | A WWE reconhece o reinado de Dragon Lee como começando em 20 de novembro de 2024, quando o episódio for ao ar no tape delay.                                                                            | [ 17 ] [ 18 ] |
| 4 | El Grande Americano        | 5 de maio de 2025      | Speed | Omaha, NE      | 1 | 5+  | 3+  | A WWE reconhece o reinado de El Grande Americano como começando em 7 de maio de 2025, quando o episódio for ao ar no tape delay.                                                                        | [ 12 ] [ 13 ] |